# Simon McBurney
Simon McBurney, né le 25 août 1957 à Cambridge, est un acteur, dramaturge et metteur en scène britannique.
Il est aussi le fondateur et le directeur artistique de la compagnie Théâtre de Complicité, aujourd'hui renommée Complicite.

## Biographie

### Famille
Simon McBurney est né à Cambridge, dans le comté de Cambridgeshire, en Angleterre. Son père, Charles McBurney est un archéologue et son grand-père paternel est un chirurgien à qui l'on doit la découverte du point de Mc Burney. Sa mère, Anne Francis Edmondstone (née Charles) possède des origines anglaises, écossaises et irlandaises. Elle a été la secrétaire de la romancière Rebecca West,. Les grands-parents maternels de Simon McBurney sont des cousins éloignés qui se sont rencontrés au cours de la Seconde Guerre mondiale.

### Carrière
Simon McBurney étudie la littérature anglaise à Peterhouse et obtient son diplôme en 1980. Après la mort de son père, il quitte son pays natal et rejoint Paris pour suivre une formation à l'École Internationale de Théâtre Jacques Lecoq. En 1983, il fonde avec Annabel Arden et Marcello Magni la compagnie Théâtre de Complicité. En 1995, la troupe de Simon McBurney obtient un véritable succès en France grâce à Peter Brook et à la pièce Les Trois Vies de Lucie Cabrol (The Three Lives of Lucie Cabrol),. Simon McBurney et sa troupe ont aussi joué dans Mnemonic en 1999, dans L'éléphant s'évapore (Elephant Vanishes) en 2003, dans A Disappearing Number en 2007, et dans The Encounter en 2015,.
Simon McBurney travaille aussi à la télévision et au cinéma en tant qu'acteur, scénariste et réalisateur. Après des apparitions dans The Vicar of Dibley ou Inspecteur Barnaby, Simon McBurney endosse des rôles plus importants dans Le Dernier Roi d'Écosse, Mensonges d'État, Harry Potter et les Reliques de la Mort, partie 1 ou encore dans La Taupe. En 2007, il produit et écrit le scénario du film Les Vacances de Mr Bean. Simon McBurney ne se consacre pas seulement au cinéma ou au théâtre. En 2010, il réalise sa première mise en scène d'opéra avec l'English National Opera de Londres.
En juillet 2012, il présente en ouverture du Festival d'Avignon dans la cour d'honneur du palais des papes une adaptation théâtrale de 3h30 du Maître et Marguerite de Mikhaïl Boulgakov (reprise en février 2013 à la MC93 Bobigny). Dans le journal Libération, le metteur en scène explique son choix : « À la fin du bal, Marguerite fait un vœu : libérer Frida l’infanticide de son cauchemar. Et son acte de compassion mène à la libération du Maître, même si cela passe par sa mort. Et cela permet aussi de libérer Ponce Pilate de sa culpabilité. Et par la même occasion, cela nous libère de notre façon de penser, nous qui croyons que rien n’existe en dehors de l'économie et ne voyons pas que c’est du totalitarisme. » Pour représenter la séance où Marguerite vole nue dans les rues de Moscou, il utilise la rétroprojection et projette sur les murs du palais des papes des images de la ville de Moscou.
L'année suivante, Simon McBurney se consacre à nouveau à sa carrière d'acteur. Il tient alors des rôles récurrents à la télévision dans The Borgias et Utopia. En 2014, il est également à l'affiche du film Magic in the Moonlight de Woody Allen, tourné sur la Côte d'Azur.

## Prix Europe pour le théâtre - Premio Europa per il Teatro
En 1997, il reçoit le IIIe Prix Europe Réalités Théâtrales avec sa compagnie Théâtre de Complicité, avec cette motivation :
Le Théâtre de Complicité, fondé en 1983, est l'une des compagnies théâtraIes britanniques les plus originales et pleines d'inventivité. Elle a été créée par quatre jeunes gens dont l'objectif était celui d'introduire dans un théâtre essentiellement basé sur des textes écrits, tel que l'est le théâtre britannique, le côté entrainement physique appris à l'Ecole du Mime de Jacques Lecoq à Paris. Mais pendant les treize dernières années la compagnie n'a pas seulement acquis un renom international, elle s'est aussi développée de facon organique. Anujourd'hui elle joint un excellent art du mime à l'exploration de textes littèraires complexes. Elle s'est forgé son proprie style, brillant et unique, qui lui fait bien mériter le Prix Europe Réalités Théâtrales. Les membres fondateurs etaien Simon McBurney, Marcello Magno et Fiona Gordon, qui avaient tous étudié ensemble à Paris et Annabel Arden, qui avait rencontré Simon pendant ses études à l'Université de Cambridge. Leur première création Put It On Your Head, se déroulait dans une localité balnéaire anglaise et l'effet comique restait assez obscur, la pièce n'obtint que très peu d'attention. D'autres pièces suivirent qui abordaient d'autres sujets, tels que notre approche vis-à-vis la mort, la nourriture, Nöél, la vie de bureau. Petit à petit Complicité a su se gagner la faveur d'un certain public gräce à son optique originale, sa comédie grotesque et son extraordinaire art du mime. Toutefois, le grand succès n'arrive qu'en 1988, lorsque à l'Almeida Theatre de Londres Complicité joua pendant 15 jours, et san répertoire inclut, pour la première fois, un véritable texte de théâtre: une version de The Visit de Durrenmatt, qui comprenait une interprétation de tout premier ordre per Kathryn Hunter, qui jouait une ploutocrate vindicative; dans la pièce l'art du mime était employé pour recréer l'athmosphère d'une petite ville européenne délabrée. Peter Brook, après avoir vu la pièce, la juge meilleure que sa propre adaptation pour la scène de la fin des années 50. Depuis lors Complicité est devenue l'une des compaignes les plus demandées dans le circuit international et a joué plusieurs adaptations à la scène de textes littéraires, entre autres Streets of Crocodiles par Bruno Schulz, The Three Lives of Lucie Cabrol par John Berger et Foe par J.M. Coetzee. Tout en enlargissant sa gamme d'interprétations et sa varièté de styles, Complicité n'a pas perdu son instinct expérimental et son côté physique. Surtout Complicité montre une habilité extraordinaire en recréant des communautés entières, comme par exemple une petite ville polonoise dans Street of Crocodiles et un village de paysans dans les Hautes-Alpes dans Lucie Cabrol. A présent Complicité est en train de travailler dans une co-production du Le Cercle de Craie Caucasien de Brecht avec le National Theatre britannique. Elle est encore l'une des compagnies les plus audacieuses et réellement expérimentales qui travaillent en Europe aujourd' hui.

## Filmographie

### Acteur

#### Au cinéma
Longs métrages
- 1991 : Kafka de Steven Soderbergh : Oscar, l'assistant
- 1994 : D'une femme à l'autre (A Business Affair) de Charlotte Brandström : le vendeur
- 1994 : Tom et Viv (Tom & Viv) de Brian Gilbert : Dr Reginald Miller
- 1994 : Les Mille et une vies d'Hector (Being Human) de Bill Forsyth : Hermas
- 1994 : Mesmer de Roger Spottiswoode : Franz
- 1996 : Le Roi des aulnes (Der Unhold) de Volker Schlöndorff : le brigadier
- 1998 : La Cousine Bette (Cousin Bette) de Des McAnuff : Vauvinet
- 1999 : Onegin de Martha Fiennes : Triquet
- 2000 : Eisenstein de Renny Bartlett : Sergueï Eisenstein
- 2003 : The Reckoning de Paul McGuigan : Stephen
- 2003 : Skagerrak de Søren Kragh-Jacobsen : Thomas
- 2003 : Bright Young Things de Stephen Fry : Sneath
- 2004 : Human Touch de Paul Cox : Bernard
- 2004 : Un crime dans la tête (The Manchurian Candidate) de Jonathan Demme : Atticus Noyle
- 2006 : Friends with Money de Nicole Holofcener : Aaron
- 2006 : Le Dernier Roi d'Écosse (The Last King of Scotland) de Kevin Macdonald : Stone
- 2007 : À la croisée des mondes : La Boussole d'or (His Dark Materials: The Golden Compass) de Chris Weitz : Fra Pavel
- 2008 : The Duchess de Saul Dibb : Charles Fox
- 2008 : Mensonges d'État (Body of Lies) de Ridley Scott : Garland
- 2009 : Boogie Woogie de Duncan Ward : Robert Freign
- 2010 : Robin des Bois (Robin Hood) de Ridley Scott : Père Tancred
- 2010 : Harry Potter et les Reliques de la Mort, partie 1 (Harry Potter and the Deathly Hallows – Part 1) de David Yates : Kreattur (voix anglophone)
- 2011 : Jane Eyre de Cary Fukunaga : M. Brocklehurst
- 2011 : La Taupe (Tinker Tailor Soldier Spy) de Tomas Alfredson : Oliver Lacon
- 2013 : Les Femmes de Visegrad (For Those Who Can Tell No Tales) de Jasmila Žbanić : Tim Clancy
- 2014 : Magic in the Moonlight de Woody Allen : Howard Burkan
- 2014 : Une merveilleuse histoire du temps (The Theory of Everything) de James Marsh : Frank Hawking
- 2015 : Mission impossible : Rogue Nation (Mission: Impossible – Rogue Nation) de Christopher McQuarrie : Atlee
- 2016 : Conjuring 2 : Le Cas Enfield (The Conjuring 2) de James Wan : Maurice Grosse
- 2016 : Alliés (Allied) de Robert Zemeckis
- 2022 : The Pale Blue Eye de Scott Cooper
- 2024 : Nosferatu de Robert Eggers : Herr Knock
- 2025 : The Actor de Duke Johnson

Courts métrages
- 1984 : Strapontin de Bernard Pavelek (In Avignon 1984 avec Michèle Guigon et Anne Artigau)
- 1997 : Bicycle Thieves de Susanna White
- 1999 : Inside-Out de Charles Guard et Thomas Guard : le sociologue
- 2005 : Torte Bluma de Benjamin Ross

#### À la télévision
- Séries télévisées
  - 1988 : Screenplay, épisode « Burning Ambition » (3-3)
  - 1989 : The Two of Us, épisode « Trust » (3-5) : L'homme
  - 1992 : The Bill, épisode « Man of the People » (8-42) : Shaun Anderton
  - 1992 – 1993 : The Comic Strip Presents…, 2 épisodes : Divers rôles
  - 1994 – 2004 : The Vicar of Dibley, 4 épisodes : Divers rôles
  - 1995 : Performance, épisode « Henry IV » (5-5) : Pistolet
  - 1996 : Absolutely Fabulous, épisode « Le Dernier Cri : Partie 1 (The Last Shout: Part 1) » (3-7) : Le conducteur (non crédité)
  - 1999 : Inspecteur Barnaby (Midsomer Murders), épisode « Mort d'un vagabond (Death of a Stranger) » (3-1) : Henry Carstairs
  - 2010 – 2014 : Rev., 19 épisodes : Archdeacon Robert
  - 2011 – 2013 : The Borgias, 6 épisodes : Johann Burchard
  - 2013 : Utopia, 3 épisodes : Donaldson
  - 2015 : Une place à prendre (The Casual Vacancy), 3 épisodes : Colin Wall
  - 2019 : The Loudest Voice : Rupert Murdoch
  - 2019 : Carnival Row : Runyan Millworthe

- Téléfilms
  - 2014 : Knifeman de Craig Zisk : Houdyshell

### Scénariste

#### Au cinéma
- 2007 : Les Vacances de Mr. Bean (Mr. Bean's Holiday) de Steve Bendelack

#### À la télévision
- Séries télévisées
  - 2010 : National Theatre Live, épisode « A Disappearing Number » (1-6)